# Saint-Médard (Charente-Maritime)
Saint-Médard é uma comuna francesa na região administrativa da Nova Aquitânia, no departamento de Charente-Maritime. Estende-se por uma área de 3,81 km². Em 2010 a comuna tinha 78 habitantes (densidade: 20,5 hab./km²).